# 大岩祥一
大岩 祥一（おおいわ しょういち、1939年3月30日 - ）は、日本の経営者。鴻池組社長、会長を務めた。大阪府出身。

## 経歴
1962年に京都大学工学部建築学科を卒業し、同年に鴻池組に入社。
1995年12月に取締役に就任し、1996年12月に常務、2000年2月に専務を経て、2003年10月に社長に就任。2006年11月から会長を務めた。